# Janet Sobel
Janet Sobel (* 31. Mai 1893 als Jennie Olechowsky in Jekaterinoslaw, Russisches Reich; † 11. November 1968) war eine Künstlerin, die Gemälde mit der Technik des Drip Painting schuf und damit Jackson Pollock inspirierte. Ihre Werke sind unter anderem dem Surrealismus und Abstrakten Expressionismus zuzuordnen.

## Leben
Ihr Vater war ein ukrainischer Bauer, der während eines Pogroms getötet wurde. Ihre Mutter, eine Hebamme, wanderte daraufhin 1908 mit ihren Kindern in die USA aus. Bei der Einreise wurde ihr Name auf Janet Wilson geändert. Im Alter von sechzehn Jahren heiratete sie Max Sobel (geb. Michael Zibulsky, in der Ukraine), mit dem sie fünf Kinder bekam.

## Werk
Janet Sobel begann erst 1937, im Alter von 43 Jahren, zu malen, ohne jemals eine künstlerische Ausbildung erhalten zu haben. Zu diesem Zeitpunkt wohnte sie in New York, wo Peggy Guggenheim auf sie aufmerksam wird. Neben Guggenheim stellen in den 1940er Jahren auch andere New Yorker Galerien die Werke von Sobel aus.
Ihre Werke wurde von manchen Kritikern als naiv und amateurhaft bezeichnet, die eine Hausfrau als Künstlerin nicht ernst nahmen. Dennoch wurde sie in kurzer Zeit bekannt.
Ihre Popularität dauerte nicht lange an, da sie mit ihrem Mann nach New Jersey zog und so den Kontakt zur New Yorker Kunstszene verlor. Sie malte bis an ihr Lebensende weiter, die meisten der geschätzt 1000 von ihr gemalten Werke sind im Familienbesitz geblieben.

## Ausstellungen (Auswahl)
- 1944: Janet Sobel, Puma Gallery, New York
- 1946: Paintings by Janet Sobel, Art of the Century Gallery, New York
- 1962: Janet Sobel Paintings and Drawings, Swain's Art Store, Plainfield, New Jersey
- 2002: Janet Sobel: Selected Works from the Artist's Estate, Gary Snyder Fine Art, New York